# انئید (مجموعه تلویزیونی)
انئید (انگلیسی: Eneide) یک درام تلویزیونی ایتالیایی ۱۹۷۱–۱۹۷۲ هفت قسمتی است که توسط فرانکو روسی از شعر حماسی ویرژیل به نام انئید اقتباس شده‌است.

## طرح
- قسمت اول: شهر (تروا) پس از جنگ تروا ویران شده‌است. یکی از بازماندگان آن نیمه خدا آئنیاس است که با یک ناوگان از تروآ گریخت. در شمال آفریقا به کارتاژ می‌رسد، که در آنجا ملکه دیدو از او می‌خواهد داستانش را تعریف کند. او با نقل داستان اسب تروجان شروع می‌کند.
- قسمت دوم: آئنیاس به دیدو می‌گوید که چگونه در دریای مدیترانه سفر کرده‌است و از جزیره دلوس بازدید کرده، که در آنجا یک غیب‌گوی به او گفته بود که «مادر باستانی» را پیدا کند  و او تصمیم گرفته به طرف غرب حرکت کند.
- قسمت سوم: دیدو پس از شنیدن داستان آئنیاس، او را کارتاژ اخراج می‌کند. با این حال، آئنیاس شیفته جستجو برای مادر زمین است و نمی‌تواند بخوابد. دیدو به آئنیاس می‌گوید که برود و مادر زمین را در سرزمین هسپریا (یونانی‌ها ایتالیا را به این نام می‌خواندند)، واقع در شمال، پیدا کند.
- قسمت چهارم: آئنیاس یک گروه از بازماندگان تروجان را در جزیره پیدا می‌کند. یونو زنان تروجان را وادار به آتش زدن ناوگان آئنیاس می‌کند، اما بارش باران آتش را از بین می‌برد.
- قسمت پنجم: مادر آئنیاس، او را به دنیای زیرزمینی راهنمایی می‌کند تا از روح پدرش قدرت دریافت کند. یک پیشگو می‌گوید که لاوینیا، دختر پادشاه لاتینوس، با یک خارجی ازدواج خواهد کرد. آئنیاس به دیدار  دشمنش پادشاه تورنوس و نامزد لاوینیا می‌رود.
- قسمت ششم: پپس از توصیه‌های لاتینوس، آئنیاس از سرزمین داخلی بازدید می‌کند، جایی که یک پیرمرد یونانی افسانه‌هایی را برای او تعریف می‌کند. دسیسه‌هایی مربوط به لاوینیا و تورنوس به جنگ و درگیری بین تروجان‌ها و لاتین‌ها دامن می‌زند.
- قسمت هفتم: برای حل این مناقشه، آئنیاس تورنوس را در نبردی تن‌به‌تن می‌کشد. او برنده می‌شود و با لاوینیا  ازدواج می‌کند. در بستر مرگ، پادشاه لاتینوس سرزمین خود را به آئنیاس واگذار می‌کند.

## بازیگران
- جولیو بروگی در نقش آئنیاس
- الگا کارلاتوس در نقش دیدو
- آندرئا جوردانا در نقش تورنوس
- ماریلو تولو در نقش ونوس
- واسا پانتلیک در نقش آنخیسس
- آرسن کاستا در نقش آسکانیوس
- ماریسا بارتولی در نقش آندروماخه
- آنجلیکا زیلکه در نقش کرئوسا (همسر آئنیاس)
- ایلاریا گورینی در نقش جونو
- آلساندرو هابر در نقش میسنوس
- کریستین لدوکس در نقش پالینوروس
- جاسپار فون اورتزن در نقش اواندر
- یاگودا ریستیچ در نقش لاوینیا
- آنا ماریا گراردی در نقش آماتا
- یانز ورخووتس به صورت لاتینوس